# Орестиада (дем)
 Тази статия е за административната единица.  За града, който е неин център, вижте Орестиада.  
Орестиада (на гръцки: Δήμος Ορεστιάδας, Димос Орестиадас) е дем в област Източна Македония и Тракия, Егейска Македония, Гърция. Център на дема е едноименният град Орестиада.

## Селища
Дем Орестиада е създаден на 1 януари 2011 година след обединение на четири стари административни единици – демите Орестиада, Ахъркьой (Виса), Саръхадър (Кипринос) и Тригоно по закона Каликратис.

### Демова единица Орестиада
Според преброяването от 2001 година демът има 21 730 жители и в него влизат следните демови секции и селища:
- Демова секция Орестиада
  - град Орестиада (Ορεστιάδα, старо Кумчифлик)
  - село Еджекьой (на гръцки Λεπτή, Лепти)
  - село Неос Пиргос (на гръцки Νέος Πύργος)
  - село Палеа Сагини (на гръцки Παλαιά Σαγήνη)
  - село Кара Исакли (на гръцки Σάκκος, Сакос)
- Демова секция Кулаклис
  - село Кулаклис (на гръцки Αμπελάκια, Амбелакиа)
- Демова секция Салтъкли
  - село Салтъкли (на гръцки Βάλτος, Валтос)

- Демова секция Турио
  - село Турио (Θούριο, старо Урлу)
- Демова секция Мегали Доксипара
  - село Голяма Доганджа (на гръцки Μεγάλη Δοξιπάρα, Мегали Доксипара)
- Демова секция Нео Химонио
  - село Нео Химонио (на гръцки Νέο Χειμώνιο)
- Демова секция Неохори
  - село Йениджи (на гръцки Νεοχώρι, Неохори)
  - село Пазарли (на гръцки Παταγή, Патаги)
- Демова секция Хандрас
  - село Хандрас (Χανδράς)

### Демова единица Ахъркьой
По данни от преброяването от 2001 година населението на дем Ахъркьой (Δήμος Βύσσας) е 8184 души и в него влизат следните общински секции и села:
- Демова секция Ахъркьой

- село Ахъркьой (на гръцки Νέα Βύσσα, Неа Виса)

- Демова секция Черекьой

- село Черекьой (на гръцки Καστανιές, Кастаниес)

- Демова секция Доуджарос

- село Доуджарос (на гръцки Ρίζια, Ризиа)

- Демова секция Емирлер

- село Емирлер (на гръцки Καβύλη, Кавили)

- Демова секция Татаркьой

- село Татаркьой (на гръцки Στέρνα, Стерна)

### Демова единица Саръхадър
Според преброяването от 2001 година дем Саръхадър (на гръцки Δήμος Κυπρίνου) има 2915 жители и в него влизат следните демови секции и селища:
- Демова секция Саръхадър

- село Саръхадър (на гръцки Κυπρίνος, Кипринос)
- село Джингели (на гръцки Γαλήνη, Галини)

- Демова секция Чаушкьой (811)

- село Чаушкьой (на гръцки Ζώνη, Зони)
- село Микра Доксипара (на гръцки Μικρά Δοξιπάρα)
- село Халваджи (на гръцки Χελιδόνα, Хелидона)

- Демова секция Сейменли

- село Сейменли (на гръцки Φυλάκιο, Филакио)
- село Керемидли (на гръцки Κέραμος, Керамос)
- село Симавна (на гръцки Αμμόβουνο, Амовуно)

### Демова единица Тригоно
На територията на демовата единица се намира най-северната точка на Гърция. Отстои изцяло на север от на река Арда при преминаването ѝ през гръцка терирория. От север и изток на Тригоно е българо-гръцката граница и общините Свиленград от север и Любимец и Ивайловград от изток, на територията на България. На юг река Арда разделя Тригоно от демовите единици Саръхадър и Виса. Името Тригоно преведено от гръцки означава триъгълник. През 2001 година населението на Тригоно наброява 6656 жители, населяващи 13 демови секции и 17 села:
- Демова секция Кадъкьой
  - град Кадъкьой (на гръцки Δίκαια, Дикеа)
  - село Юрелкьой (на гръцки Δίλοφος, Дилофос)
  - село Куюнли (на гръцки Κριός, Криос)
  - село Палеа Сагини (на гръцки Παλαιά Σαγήνη)
  - село Бюлдюркьой (на гръцки Πάλλη, Пали)
- Демова секция Кулакли
  - село Кулакли (на гръцки Άρζος, Арзос)
  - село Епчели (на гръцки Καναδάς, Канадас)
- Демова секция Делиелес
  - село Делиелес (на гръцки Ελαία, Елеа)
- Демова секция Саръяр
  - село Саръяр (на гръцки Θεραπειό, Терапио)
- Демова секция Комара
  - село Комарли (на гръцки Κόμαρα, Комара)
- Демова секция Марасия
  - село Мараш (на гръцки Μαράσια, Марасия)
- Демова секция Бекташли
  - село Бекташли (на гръцки Μηλέα, Милеа)
- Демова секция Черномен
  - село Черномен (на гръцки Ορμένιο, Орменио)
- Демова секция Бештепе
  - село Бештепе (на гръцки Πεντάλοφος, Пендалофос)
- Демова секция Карабаа
  - село Карабаа (на гръцки Πετρωτά, Петрота)
- Демова секция Плати
  - село Сидерли (на гръцки Πλάτη, Плати)
- Демова секция Птелеа
  - село Караагач (на гръцки Πτελέα, Птелеа)
- Демова секция Спилео
  - село Испитли (Σπήλαιο, старо Спилео)